# Río Mayarí
El río Mayarí es uno de los ríos más importantes de la vertiente norte de la República de Cuba y el principal afluente que desemboca en la bahía de Nipe, en la provincia de Holguín. Su cuenca hidrográfica abarca una superficie de 1 231 km² y constituye un recurso fundamental tanto desde el punto de vista hidrológico como geográfico, ecológico y económico. A lo largo de su recorrido recibe varios afluentes, entre ellos el río Guayabo, el río La Ceiba y el río Jaragüeca, además de numerosos arroyos que enriquecen su caudal. 

## Ubicación
El río Mayarí se encuentra situado en la región nororiental de Cuba. Su naciente está en las alturas de Mayarí Arriba, dentro de la subregión Sierra de Nipe, y atraviesa un territorio de 107 km hasta desembocar en la bahía de Nipe y el océano Atlántico. La cuenca se localiza entre las Alturas de Mayarí y las montañas de Nipe–Cristal, limitando al norte con la bahía de Nipe y el Atlántico, al sur con las alturas de Mayarí, al este con las vertientes de la Sierra de Mícara–Cristal y al oeste con las vertientes de la Sierra de Nipe.

## Características
La cuenca hidrográfica del río Mayarí está conformada por 19 afluentes, de los cuales 14 pertenecen al municipio Mayarí. Entre ellos destacan el río Ceiba, el río Guayabo, el río Frío, el río Seco, el río Naranjo y el río Piloto, junto con sus correspondientes arroyos tributarios.
Los parámetros morfométricos de la cuenca indican una densidad de drenaje de 1,5 km/km², un gasto medio de 13,0 m³/segundo, un volumen de escurrimiento anual de 410 millones de m³, una lámina de escurrimiento medio de 333 mm y una altura media de 307 m s. n. m. El régimen de precipitaciones, con una media de 1450 mm anuales, influye directamente en su comportamiento hidrológico. La pendiente media de la cuenca es de 20,40 %, mientras que la pendiente del cauce principal alcanza un 0,27 %.
Desde el punto de vista político-administrativo, la cuenca del Mayarí abarca territorios de los municipios Segundo Frente, San Luis y Songo-La Maya en la provincia de Santiago de Cuba, además de Mayarí, en la provincia de Holguín. Aproximadamente el 60,7 % del área de la cuenca se encuentra en Santiago de Cuba, y el 39,3 % restante en Holguín.

## Geología
El área del río Mayarí se asienta sobre la porción central del macizo ultramáfico Sierra de Nipe–Sierra Cristal, estructuralmente configurado como un bloque hundido o graben. Su formación geológica se remonta a la fase orogénica Larámica durante el Cretácico, en un contexto de fuerte tectonismo que originó serpentinizaciones y fracturas.
En la zona meridional de la cuenca predominan rocas volcánicas y sedimentarias del Cretácico superior, Paleoceno y Eoceno, como areniscas vulcanomícticas, calizas, margas, basaltos y conglomerados. En la parte septentrional son más frecuentes las formaciones terrígeno–carbonatadas, con arcillas, calcarenitas, margas, limos y depósitos aluviales del Oligoceno al Cuaternario. Estos contrastes reflejan la compleja evolución tectosedimentaria del macizo.
Geomorfológicamente, el relieve incluye montañas pequeñas y medianas de origen tectónico (Sierra de Nipe), premontañas y alturas locales como Seboruco, Sabaneta y Colorado. También se identifican extensas llanuras y terrazas fluviales, fluvio-acumulativas y fluvio-marinas deltaicas, donde se sitúan los principales asentamientos poblacionales e infraestructuras económicas del área.

## Presas y micropresas existentes

Presa Mayarí.

El río Mayarí y sus afluentes poseen varias micropresas y una presa principal, la presa Mayarí, con una capacidad de almacenamiento de 300 millones de m³. Estas infraestructuras permiten el aprovechamiento del agua para el consumo humano y la ganadería, aunque en muchos casos presentan un estado de conservación deficiente debido a la deforestación y la contaminación por actividades mineras.
El potencial hidroenergético de la cuenca es reducido en la actualidad por el bajo aprovechamiento para generación eléctrica, aunque se han previsto proyectos para construir nuevas centrales hidroacumuladoras. Las aguas de afluentes como el Piloto, Naranjo, Seco y Guayabo transportan importantes volúmenes de sedimentos provenientes de la altiplanicie Pinares de Mayarí, lo cual incrementa los riesgos de colmatación.

## Humedal
En su desembocadura en la bahía de Nipe, el río Mayarí ha conformado un extenso humedal deltaico de 3 336 hectáreas, de las cuales 484 son estrictamente marinas. Este ecosistema presenta una fuerte influencia marina y se clasifica como un humedal de agua salada. Alberga una gran diversidad de hábitats, entre ellos manglares, ríos, esteros, lagunas interiores y planicies inundables, que lo convierten en el área de mayor diversidad de aves acuáticas en la costa norte de Holguín.
Más del 50 % de la zona está cubierta por manglares, con predominio de especies como el mangle rojo (Rhizophora mangle) y el mangle prieto (Avicennia germinans). Este humedal constituye un ecosistema estratégico para la biodiversidad y el equilibrio hidrológico regional.

## Estado forestal y medioambiental
El río Mayarí carece en gran parte de vegetación ribereña debido a la intensa deforestación y explotación minera desarrollada durante décadas, especialmente en el período neocolonial. Aunque existen programas de reforestación que han alcanzado un 75 % de cobertura (equivalente a 870 árboles por hectárea), esta cifra es aún insuficiente para garantizar la protección ecológica de las márgenes fluviales, que requieren un 95 % de cubierta vegetal para evitar procesos erosivos.
Entre los principales impactos ambientales se encuentran la explotación minera a cielo abierto, la pérdida de cobertura vegetal, la contaminación de las aguas, la erosión acelerada y la disminución de la biodiversidad.

## Beneficios
La cuenca del río Mayarí cumple un papel esencial en el desarrollo socioeconómico de la región. Entre sus beneficios se incluyen:
- El abastecimiento de agua potable para poblaciones.
- El suministro de agua para riego y actividades agropecuarias.
- La producción de madera y el aprovechamiento forestal.
- La posibilidad de generar energía hidroeléctrica.[5]
- La regulación hídrica que permite mantener caudales en épocas secas.
- El uso recreativo y turístico en áreas de valor natural.
- La conservación de ecosistemas estratégicos como los manglares y humedales de la bahía de Nipe.

## Conservación y manejo
El manejo de la cuenca del río Mayarí se centra en la restauración de áreas degradadas, la conservación de los recursos naturales y la mejora de las condiciones socioeconómicas de las comunidades locales. Se busca compatibilizar el uso múltiple de los recursos (agua, suelos, bosques) con la sostenibilidad ambiental, en correspondencia con la política nacional de conservación en Cuba.